# Ramshorn
Pour les articles homonymes, voir Ramshorn.
Ramshorn est un village et une paroisse civile du Staffordshire, en Angleterre.